# Iminozucker
Iminozucker, veraltet auch als Azazucker bezeichnet (engl. iminosugar), sind eine biologisch, pharmakologisch und chemisch bedeutende Stoffklasse, die zu den Alkaloiden gezählt wird. Es sind Zucker-Analoga, die statt eines endozyklischen Sauerstoffatoms ein Stickstoffatom tragen. Im Unterschied dazu tragen die Aminozucker den Stickstoff am und nicht im Ring des Zuckermoleküls.

## Natürliche Vorkommen
Iminozucker sind Sekundärmetabolite einer Reihe von Pflanzen. Maulbeerbäume (Morus) enthalten einen hohen Anteil von verschiedenen Iminozuckern. 1976 wurde 1-Deoxynojirimycin (DNJ) als erster Iminozucker aus den Wurzeln von Maulbeerbäumen isoliert und zunächst als Molanolin bezeichnet. DNJ findet sich auch in anderen Bestandteilen der Maulbeerbäume, beispielsweise den Blättern. Relativ hohe Konzentrationen enthält vor allem die Weiße Maulbeere (Morus alba). Der DNJ-Gehalt liegt im Bereich von etwa 0,1 %. Durch Optimierung der Ernte und Trocknung kann der Gehalt bis auf 1,5 % gesteigert werden.
Eine Untergruppe der Iminozucker bilden die Calystegine. Dabei handelt es sich um hydroxylierte Nortropan-Alkaloide. Diese starken Glycosidase-Inhibitoren wurden in Kartoffel, Paprika und Auberginen isoliert. Die Konzentration beträgt bis zu 100 mg pro kg Trockenmasse. Die höchste Konzentration findet sich in den Schalen der Früchte. Man vermutet eine Funktion der Calystegine in der Pflanze als Antifraßmittel.

## Pharmakologische Bedeutung

Miglustat, ein Iminozucker, der für die Behandlung von zwei lysosomalen Speicherkrankheiten zugelassen ist.

1-Desoxygalactonojirimycin ist ein pharmakologisches Chaperon. Es soll mutierten Varianten des Enzyms α-Galactosidase A zur korrekten Entfaltung verhelfen.

Eine Reihe von Iminozuckern sind reversible kompetitive Inhibitoren von Enzymen, deren „natürliches“ Substrat der korrespondierende „normale“ Zucker ist. Im Gegensatz zu kovalent bindenden Inhibitoren, die irreversibel hemmen, lässt sich diese Art der Inhibierung besser kontrollieren. Pharmakologisches Interesse besteht vor allem durch das antibakterielle und antivirale Potenzial der Iminozucker. Auch für die Behandlung maligner Tumoren, des Diabetes mellitus und von Adipositas gibt es vielversprechende Ansätze, die vor allem auf der selektiven Hemmung bestimmter Enzyme, beispielsweise der Glucosidasen, beruht.
Miglustat (= n-Butyldeoxynojirimycin, NB-DNJ) ist ein Glucosylceramidsynthase-Inhibitor, der für die Substratreduktionstherapie von zwei lysosomalen Speicherkrankheiten (Niemann-Pick-Krankheit Typ C und Morbus Gaucher Typ 1) zugelassen ist. 1-Desoxygalactonojirimycin (= DGJ) bekam unter dem Freinamen Migalastat im April 2016 eine Zulassungsempfehlung vom Ausschuss für Humanarzneimittel zur Behandlung von Morbus Fabry und ist seit Mai 2016 in der EU zugelassen.
In der traditionellen chinesischen Medizin (TCM) dienen die Blätter der Weißen Maulbeere der Behandlung und Vorbeugung von Diabetes mellitus. Die Wurzeln werden unter dem Namen Sang-bai-pi (jap. Sohakuhi) als Entzündungshemmer, Diuretikum, Antitussivum und Antipyretikum verwendet. Als Glucosidase-Inhibitor ist 1-Desoxygalactonojirimycin in der Lage den Glucosespiegel im Blut zu senken.

## Synthese und Geschichte

Nojirimycin, ein Analogon der D-Glucose

Im Vergleich dazu die Struktur von α-D-Glucose

1966 synthetisierte der deutsche Naturstoffchemiker Hans Paulsen an der Universität Hamburg mit 1-Deoxynojirimycin den ersten Iminozucker, bevor Iminozucker in der Natur gefunden wurden. Ebenfalls 1966 wurde 5-Amino-5-desoxy-D-glucose aus der Fermentationsbrühe von Streptomyces lavaendulae isoliert und von den Entdeckern Nojirimycin genannt.
Die Synthese der Iminozucker ist, vor allem bedingt durch die Anzahl an Stereozentren, relativ aufwändig und schwierig.